# Maria Radu
Maria Radu (ur. 25 maja 1959) – rumuńska lekkoatletka, biegaczka średniodystansowa, medalistka halowych mistrzostw Europy i mistrzyni uniwersjady.

## Kariera sportowa
Odpadła w przedbiegach biegu na 1500 metrów na mistrzostwach Europy juniorów w 1977 w Doniecku. Zdobyła brązowy medal w biegu na 3000 metrów na uniwersjadzie w 1981 w Bukareszcie.
Zdobyła srebrny medal w biegu na 1500 metrów na halowych mistrzostwach Europy w 1983 w Budapeszcie, przegrywając jedynie z Brigitte Kraus z Republiki Federalnej Niemiec, a wyprzedzając Ivanę Kleinovą z Czechosłowacji. 
Zwyciężyła w biegu na 3000 metrów i zdobyła brązowy medal w biegu na 1500 metrów na uniwersjadzie w 1983 w Edmonton. Zajęła 12. miejsce w biegu na 1500 metrów i odpadła w eliminacjach biegu na 3000 metrów na mistrzostwach świata w 1983 w Helsinkach. Zajęła 7. miejsce w biegu na 1500 metrów na halowych mistrzostwach Europy w 1984 w Göteborgu.
Była mistrzynią Rumunii w biegu na 3000 metrów w 1984.
Rekordy życiowe Radu:
- bieg na 1500 metrów – 4:00,62 (4 czerwca 1983, Bukareszt)
- bieg na 3000 metrów – 8:52,70 (28 czerwca 1981, Bukareszt)